# Paradoks Giffena

Krzywa popytu na dobra Giffena

Paradoks Giffena – sytuacja ekonomiczna, w której wielkość popytu na dane dobro wzrasta pomimo wzrostu ceny. Sytuacja taka ma miejsce przy bardzo niskich dochodach konsumentów i przy wzroście cen dóbr niższego rzędu, zwanych dobrami Giffena. Cena dobra Giffena jest relatywnie niższa od innych substytutów lub dane dobro nie ma bliskich substytutów (np. chleb), dlatego popyt rośnie.
Paradoks Giffena jest jednym z przypadków w mikroekonomii, zaprzeczających działaniu krzywej popytu (według której wzrost ceny danego dobra powoduje spadek popytu na to dobro), innym jest np. paradoks Veblena.

## Historia
Robert Giffen w II połowie XIX wieku w Wielkiej Brytanii podczas swoich badań stwierdził, że mimo wzrostu cen chleba, wielkość popytu na to dobro również wzrasta. Zaobserwował to przede wszystkim u najuboższych gospodarstw domowych, w których wydatki na chleb były wysokie w stosunku do całości wydatków. Chleb jest specyficznym dobrem konsumpcyjnym, dlatego też nie posiada bliskich substytutów, a gospodarstwa nie mogą go wyeliminować ze swojego koszyka nabywanych dóbr i usług. Zaistniała wręcz sytuacja odwrotna, a mianowicie to chleb był substytutem innych dóbr żywnościowych, których ceny były relatywnie wyższe od ceny chleba. Taka sytuacja powoduje wzrost jego spożycia.